# Ancyronyx schillhammeri
Ancyronyx schillhammeri es una especie de escarabajo acuático del género Ancyronyx, familia Elmidae, tribu Ancyronychini. Fue descrita científicamente por Jäch en 1994.
Habita en la madera descompuesta, en arroyos y ríos. Es una especie muy activa entre febrero y abril y disminuye en los períodos lluviosos.

## Descripción
Mide 3,8 milímetros de longitud.

## Distribución
Se distribuye por la provincia de Mindoro Oriental, en Filipinas.